# Blutfahne

Adolf Hitler inspekterar SA-trupper vid partidagarna i Nürnberg 1935. I bilen finns Blodsfanan och bakom den står dåvarande Sturmbannführer Jakob Grimminger.

Blutfahne (tyska ’Blodsfanan’) var den hakkorsfana som bars vid Adolf Hitlers ölkällarkupp i München den 9 november 1923.
Fanbäraren Heinrich Trambauer sårades av bayersk polis och föll till marken. Andreas Bauriedl, som marscherade bredvid denne, sköts till döds och föll över fanan. Ytterligare femton nazister dödades vid det misslyckade kuppförsöket (vid sidan av fyra poliser och en oskyldig åskådare), och dessa kom sedan att kallas ”Feldherrnhallemartyrerna” (Blutzeuge, inte Märtyrer) av Nationalsocialistiska tyska arbetarepartiet (NSDAP). När nazisterna senare samlades för sina årliga partidagar i Nürnberg (Reichsparteitag) öppnades alltid mötet med att dessas namn ropades upp, och folkmassan ropade ut ”närvarande” (Hier) efter varje namn. Fanan som bars vid kuppförsöket användes som en symbol för det ockulta inom nazismen.[källa behövs]

## De 16 martyrerna
- Felix Alfarth
- Andreas Bauriedl
- Theodor Casella
- Wilhelm Ehrlich
- Martin Faust
- Anton Hechenberger
- Karl Kuhn
- Oskar Körner
- Karl Laforce
- Kurt Neubauer
- Claus von Pape
- Theodor von der Pfordten
- Johann Rickmers
- Max Erwin von Scheubner-Richter
- Lorenz Ritter von Stransky
- Wilhelm Wolf

Fanan som omnämns här bars av en och samme man, Standartenführer Jakob Grimminger (1892–1969), under alla partidagarna och användes vid dekorering av någon som utmärkt sig; denne fick dessutom personligen hälsa på Hitler. Han höll spetsen av fanan i sin vänstra hand och hälsade som brukligt med höger och lade sedan den vänstra på den andres utsida. Det påstods också att den fortfarande bar på blodet från de 16; därför kallades den för blodsfanan.
Blutfahne bars offentligt för sista gången vid introduktionsceremonin för Volkssturm i oktober 1944 och inte, som tidigare har angivits, vid Gauleiter Adolf Wagners begravning i april 1944. Fanans senare öde är inte känt.

### Webbkällor
- ”Hitler’s bloody swastika” (på engelska). History Extra. BBC History Magazine. Arkiverad från originalet den 28 september 2012. https://www.webcitation.org/6B1S3IOFY?url=http://www.historyextra.com/qa/hitler%E2%80%99s-bloody-swastika. Läst 28 september 2012.